# Předměstí (Litoměřice)
Předměstí je část okresního města Litoměřice. Nachází se na východě Litoměřic.

## Obyvatelstvo
V roce 2009 zde bylo evidováno 2136 adres. V roce 2001 zde trvale žilo 19246 obyvatel.
Předměstí leží v katastrálním území Litoměřice o výměře 14,1 km2.